# Eragisa antarorum
Eragisa antarorum är en fjärilsart som beskrevs av Paul Thiaucourt 1991. Eragisa antarorum ingår i släktet Eragisa och familjen tandspinnare. Inga underarter finns listade i Catalogue of Life.